# ستيفانو نابوليوني
ستيفانو نابوليوني (بالإيطالية: Stefano Napoleoni)‏ (26 يونيو 1986 بروما في إيطاليا - ) هو لاعب كرة قدم إيطالي في مركز الهجوم. لعب مع ليفادياكوس ونادي أتروميتوس ونادي إسطنبول باشاكشهر وويدزي لودز.

## روابط خارجية
- ستيفانو نابوليوني على موقع الاتحاد الأوربي (الإنجليزية)
- ستيفانو نابوليوني على موقع اتحاد تركيا (لاعب) (الإنجليزية)
- ستيفانو نابوليوني على موقع قاعدة بيانات كرة القدم.إي يو (الإنجليزية)
- ستيفانو نابوليوني على موقع ليكيب (الفرنسية)
- ستيفانو نابوليوني على موقع Soccerway.com (الإنجليزية)
- ستيفانو نابوليوني على موقع عالم كرة القدم.نت (الإنجليزية)
- ستيفانو نابوليوني على موقع AS.com (الإسبانية)